# Bob de Groot
Bob de Groot (Brussel, 26 oktober 1941 – Ottignies, 17 november 2023) was een Belgisch striptekenaar en -scenarist. 

## Biografie
In 1969 bedacht de Groot het personage Robin Hoed, dat hij samen met stripcollega Turk (Philippe Liégois) begon te tekenen voor het stripblad Kuifje. In 1975 begon het duo Turk en de Groot met hun meest succesvolle stripserie, Leonardo. 
Door de jaren heen heeft hij als scenarist gewerkt voor verschillende strips, waaronder Félix, Chlorophyl, Lucky Luke en Clifton en met auteurs als Tibet, Greg, Géri en Dany.
Hij overleed op 82-jarige leeftijd.